# Francis Eula
Francis Eula, né à Robion le 14 février 1921 et mort le 22 mars 1996 dans le 9e arrondissement de Marseille, est un peintre de Provence.

## Biographie
Francis Eula passe sa vie en Provence, notamment à La Ciotat, Marseille, et Cassis où il réside et peint jusqu'à sa mort. Autodidacte, il consacre son œuvre à ses paysages radieux et témoigne de la simplicité et la poésie de la vie rurale de l'entre-deux-guerres.